# Afrosternophorus araucariae
Afrosternophorus araucariae es una especie de arácnido del orden Pseudoscorpionida de la familia Sternophoridae.

## Distribución geográfica
Se encuentra en Nueva Guinea.